# Gerd-Helge Vogel
Pour les articles homonymes, voir Vogel.
Gerd-Helge Vogel (né le 18 avril 1951 à Zwickau) est un historien de l'art allemand, actif en tant que conférencier privé, professeur invité, historien de l'art indépendant et commissaire d'expositions, auteur et éditeur .

## Biographie
Gerd-Helge Helmut Vogel est le fils du dentiste généraliste Helmut Vogel et de son épouse Lisa, née Leupold, à Hartenstein dans les Monts Métallifères. De 1966 à 1970, il étudie à l'école secondaire élargie (de) (EOS) d'Aue en Saxe, où il suit également une formation professionnelle de tourneur dans l'entreprise Blema. Après avoir obtenu son diplôme d'études secondaires en 1970, il effectue dix-huit mois de service militaire de base dans le cadre du service militaire obligatoire avant de commencer ses études d'art et ses études néerlandaises à l'Université Humboldt de Berlin (HUB). En 1976, il termine ses études avec les professeurs Peter H. Feist (de) et Harald Olbrich avec un diplôme.

## Activité professionnelle
Vogel commence sa carrière en tant qu'assistant de recherche au Centre des expositions d'art de la RDA - Neue Berliner Galerie (ZfK) de l'Altes Museum de Berlin, où il co-organise environ 35 expositions d'art internationales, organisées dans le cadre du programme de la RDA. des accords culturels avec d'autres États, Berlin et d'autres villes de la RDA, sont réalisés. Ils lui donnent une expérience pratique lors d'expositions et lui un aperçu d'un spectre diversifié de la création artistique, de l'Antiquité (par exemple le trésor d'or thrace) à l'art contemporain international (par exemple le Danemark). Il est confronté à presque tous les genres et époques artistiques, ce qui lui assure son ouverture et son intérêt pour toutes sortes de phénomènes artistiques. Parallèlement, il donne des conférences sur la peinture hollandaise ancienne au HUB afin de ne pas perdre son lien avec la recherche et l'enseignement lors de ses travaux pratiques dans les expositions.
De 1979 à 1982, Vogel effectue un stage à l' Université Ernst Moritz Arndt de Greifswald (EMAU), qu'il complète par un doctorat en 1982 afin de poursuivre une carrière universitaire dans cette université. Un séjour de recherche à la Vrije Universiteit Amsterdam avec le professeur Ilja Veldman lui a fourni les conditions préalables à son habilitation en 1989 sur la théorie et la pratique de l'historicisme dans la peinture néerlandaise vers 1800.

## Publications (sélection)
- Otto Carl Friedrich von Schönburgs Park 'Greenfield' zu Waldenburg. Ein Beispiel für die Nachfolge und Weiterentwicklung der landschaftsgärtnerischen Absichten des Dessau-Wörlitzer Gartenreiches. Dans: Friedrich Wilhelm von Erdmannsdorff 1736–1800. Leben, Werk, Wirkung. Staatliche Schlösser und Gärten Wörlitz, Oranienbaum, Luisium. Wörlitz, 1987.
- Christian Leberecht Vogel. Reihe Maler und Werk (de). Verlag der Kunst, Dresde, 1988.
- Adriaen van Ostade. Kunstmappe. Seemann, Leipzig, 1989.
- Malerei und Zeichnungen der Brüder Gerhard von Kügelgen (1772–1820) und Karl von Kügelgen (1772–1832) aus den Sammlungen der Museen in Tallinn, Tartu und Leningrad. Katalog des Zentrums für Kunstausstellungen der DDR. Neue Berliner Galerie, Berlin, 1989.
- Rügen im Erlebnis der deutschen Malerei und Zeichenkunst von der Romantik bis 1850. In: Gerd-Helge Vogel, Bernfried Lichtnau (dir.): Rügen als Künstlerinsel von der Romantik bis zur Gegenwart. Verlag Atelier im Bauernhaus & Galerie-Verlag, Fischerhude, 1993 (ROMANTIK-edition 2).
- Die Bedeutung Ludwig Gotthard Kosegartens (de) für die Herausbildung des frühromantischen Weltbildes bei Caspar David Friedrich. Dans: Wilhelm Kühlmann (de), Horst Langer (dir.): Pommern in der frühen Neuzeit. Literatur und Kultur in Stadt und Region. Niemeyer, Tübingen, 1994.
- Klassizismus, Romantik, Realismus. Malerei und Graphik aus sächsischen Kunstsammlungen. Städtisches Museum Zwickau (Hrsg.): Seyffert, Altenbourg, 1994.
- Konfuzianismus und chinoise Architekturen im Zeitalter der Aufklärung. Dans: Die Gartenkunst 8/1996/2. Wernersche Verlagsgesellschaft, Worms, 1996.
- Der Traum vom irdischen Paradies in der Landschaftskunst des Jacob Philipp Hackert. Dans: Gerd-Helge Vogel, Rolf H. Seiler (dir.), Der Traum vom irdischen Paradies. Die Landschaftskunst des Jakob Philipp Hackert. Verlag Atelier im Bauernhaus & Galerie-Verlag, Fischerhude 1996 (ROMANTIK-edition Vol. 3).
- Kunst und Kultur um 1800 im Zwickauer Muldenland. Städtisches Museum Zwickau, Zwickau, 1996.
- Die hohe Zeit der Plakatkunst in Deutschland 1900–1914. Dans: Städtisches Museum Zwickau (dir.), Die hohe Zeit der Plakatkunst in Deutschland. Ausstellungskatalog. Zwickau, 1997.
- Bildhafte Sprache und sprechende Bilder: Anmerkungen zum Einfluss der Werke Goethes auf Bildfindungen der Dresdener Romantiker. Dans: Germanisches Nationalmuseum Nürnberg (Hrsg.): Anzeiger des Germanischen Nationalmuseums, Nuremberg, 1999.
- Zwischen erzgebirgischem Musenhof, russischem Zarensitz und deutschrömischer Künstlerrepublik. Carl Christian Vogel (von Vogelstein) und seine Beziehungen nach Russland. Dans: Germanisches Nationalmuseum Nürnberg (dir.), Anzeiger des Germanischen Nationalmuseums, Nuremberg, 2001.
- Out into Nature – Caspar David Friedrich and the Early Plein-air Sketch in Germany. Dans: Katrin Bellinger at Colnaghi (ed.), Out into Nature. The Dawn of Plein-Air Painting in Germany 1820–1850. Londres, 2003.
- Wunderland Cathay. Chinoise Architekturen in Europa – Teil 1–4. Dans: Die Gartenkunst 16/2004, p. 125–172; 339–382 et 17/2005, p. 168–216; 387–430.
- Mobility: The Fourth Dimension in the Fine Arts and Architecture. In: Contemporary Aesthetics. Special Volume 1 (2005). Contemporary Aesthetics is an international interdisciplinary, online journal of contemporary theory, research and applications in aesthetics. [(15 pages). Dans: Ossi Naukarinen (ed.): Aesthetics and Mobility. Proceedings of the Conference at University of Art and Design Helsinki, Helsinki, 2005].
- The Pagoda: A Typical East-Asian Architectural Structure and its Adaptation within European Garden Structures in 18th and 19th Century. Dans: Gao Jianping, Wang Keping (ed.): Aesthetics and Culture. East and West. Anhui Educational Publishing House, Beijing 2006, p. 162–207 (In Englisch und Chinesisch).
- Patriotische Gesinnung und antinapoleonische Haltung im Werk von Caspar David Friedrich. Dans: Anzeiger des Germanischen Nationalmuseums 2006.
- Christian Leberecht Vogel (1759–1816). Ein sächsischer Maler aus dem Zeitalter der Empfindsamkeit. Dans: Gerd-Helge Vogel, Hermann Vogel von Vogelstein: Christian Leberecht Vogel. Gutenberg, Leipzig, 2006.
- Moritz August Retzschs Annäherung an Goethe im poetischen Motiv der „exempla amoris“. In: Anzeiger des Germanischen Nationalmuseums 2008. Verlag des Germanischen Nationalmuseums, Nuremberg, 2008.
- Im Zeichen der Tulpe: Zur Rezeption abendländischer Kunst und Kultur im Osmanischen Reich. In: Jale Nejdet Erzen (Hrsg.): XVIIth International Congress of Aesthetics, July 9–13, 2007, Middle East Technical University, Ankara Turkey, Congress Book II, Selected Papers. SANART Ankara, 2009.
- Zwischen Eldorado und Gelobtem Land. Deutsche Künstler der Romantik als Forscher und Exulanten in der Neuen Welt. Dans: Gerd-Helge Vogel (dir.), Die Welt im Großen und im Kleinen. Kunst und Wissenschaft im Umkreis von Alexander von Humboldt und August Ludwig Most (de). Festschrift zum 100. Geburtstag des Caspar-David-Friedrich-Instituts (de) der Ernst-Moritz-Arndt Universität Greifswald. Protokollband der XI. und XII. Greifswalder Romantikkonferenz und des 1. Zürcher Symposiums zur wissenschaftlichen Illustration. Lukas, Berlin, 2009.
- Christian Leberecht Vogel – Leben und Werk. Dans: Kunstsammlungen der Städtischen Museen Zwickau. Staatliche Schlösser, Burgen und Gärten Sachsen / Schlösser und Gärten Dresden / Schloss Pillnitz (dir.), Christian Leberecht Vogel. Ein sächsischer Meister der Empfindsamkeit. Zum 250. Geburtstag. Zwickau, Dresde, 2009.
- Die Anfänge chinoiser Architekturen in Deutschland: Prototypen und ihr soziokultureller Hintergrund. Dans: Dirk Welich (dir.): China in Schloss und Garten. Chinoise Architekturen und Innenräume. Sandstein, Dresden und Staatliche Schlösser, Burgen und Gärten, Sachsen 2010.
- Die Göttlichkeit des Lichts. Fritz von Uhde (1848–1911) zum 100. Todestag. Ausstellungskatalog zu Leben, Werk und kulturellem Umfeld. Städtische Museen Zwickau, Kunstsammlungen; Städtische Museen Limbach-Oberfrohna, Schloss Wolkenburg 2011.
- » … zeigt viel Anlage zur Mahlerei«. Johann Gustav Grunewald (de). Ein Schüler des Romantikers Caspar David Friedrich. Helms, Schwerin, 2011.
- Auf der Suche nach dem Licht. Der Maler des göttlichen Lichts, Fritz von Uhde, trifft auf Louis Douzette, den pommerschen Magier der Nacht. Helms, Schwerin, 2012.
- Rudolf Nehmer (de) (1912–1983). Zum 100. Geburtstag des Künstlers. Lukas, Berlin, 2013.
- Fritz von Uhde 1848–1911. Das Werden eines Künstlers aus dem Zwickauer Muldenland. Dans: Gerd-Helge Vogel (dir.), Fritz von Uhde 1848–1911. Beiträge des 1. Internationalen Wolkenburger Symposiums zur Kunst. Lukas, Berlin, 2013.
- »Ich werde Ihnen meinen Stüler schicken, da sind Sie in guten Händen«. Bestand & Wandel im Erscheinungsbild der Barther Marienkirche. 150 Jahre Stülersche Fassung der spätromantischen Restaurierung. Ludwig, Kiel, 2013.
- Chinoise Architekturen in deutschen Gärten. Ein kleines Lexikon. Société Pückler (de), Berlin und Verlag und Datenbank für Geisteswissenschaften, Weimar 2014.
- Von Stein bis Wolkenburg (de). »Mahlerische Reisen« durchs Zwickauer Muldenland – Burgen, Schlösser und Rittergüter in alten Ansichten. Lukas, Berlin 2014.
- Aufklärung in Barth. Zur 250. Wiederkehr des helvetisch-deutschen Dialogs zwischen Johann Joachim Spalding, Johann Caspar Lavater, Johann Heinrich Füssli und Felix Heß in Barth in den Jahren 1763/64. Ludwig, Kiel, 2014.
- Wie kamen die Pflanzen in die Malerei? Zur botanischen Darstellung in der europäischen Malerei zwischen Spätgotik und Biedermeier. Dans: Gerd-Helge Vogel (dir.): Pflanzen, Blüten, Früchte. Botanische Illustrationen in Kunst und Wissenschaft. Lukas, Berlin, 2014.
- Zwischen Repräsentation und Memoria. Zur Porträtplastik von Joseph Mattersberger und seiner Zeit. Dans: Gerd-Helge Vogel (dir.), Joseph Mattersberger. Ein klassizistischer Bildhauer im Dienste der Grafen von Einsiedel (de) und der sächsische Eisenkunstguss um 1800. Lukas, Berlin 2015.
- August Matthias Hagen (1794–1878) – Deutschbaltische Landschaftsmalerei zwischen romantischen Aufbruch und provinzieller Selbstgenügsamkeit. In: Baltic Journal of Art History, Official Publication of the Chair of Art History of the University of Tartu, Autumn 2015, Spring 2016, Tartu, 2015.
- Vom Pommerschen Krummstiel nach Sanssouci. Ferdinand Jühlke (de) (1815–1893). Ein Leben für den Garten(bau). Ludwig, Kiel, 2016.
- Chinoise Architekturen, das antiklassische Element im Landschaftsgarten: Zu Funktion, Form und Farbe ostasiatischer Bauformen im Kontext von William Chambers „A Dissertation on Oriental Gardening“. In: Peter Arlt (Hrsg.): Künstler, Kunstwerk und Gesellschaft – Gedenkveranstaltung für Peter H. Feist (de), 8. Dezember 2016. Sitzungsberichte Leibniz-Sozietät der Wissenschaften zu Berlin, Band 132, Jahrgang 2017. trafo Wissenschaftsverlag Dr. Wolfgang Weist, Berlin, 2017,  (ISBN 978-3-86464-155-8).
- Adam Friedrich Oeser. Götterhimmel und Idylle. Zum 300. Geburtstag des Künstlers. Lukas, Berlin 2017.
- Der Landschaftsmaler und Porträtist Oscar Achenbach (de), 1868–1935. dir. de Gerd Albrecht im Auftrag des Vineta-Museums der Stadt Barth. Lukas, Berlin, 2018, p. 8–96,  (ISBN 978-3-86732-321-5).
- Johann Böhm (de) und seine Auftraggeber. Dans: Gerd-Helge Vogel (dir.), SOLI DEO GLORIA. Johann Böhm (1595-1667) und die westsächsische Bildhauerkunst zwischen Manierismus und Barock. Lukas, Berlin, 2018, p. 55–85,  (ISBN 978-3-86732-268-3).
- Architecture for Teaching, Learning and Research: Academic Architecture at German Universities in the European Context from the Middle Ages to the Enlightenment. In: Kadri Asmer, Juhan Maiste (ed.): In Search of the University Landscape. The Age of the Enlightenment. University of Tartu 2018, p. 95–120.
- Die Entstehung des ersten deutschen Seebades Doberan-Heiligendamm unter dem Baumeister Carl Theodor Severin (de) (1763-1836). Donatus-Verlag, Niederjahna, 2018, 196 p.  (ISBN 978-3-946710-17-2).
- Adam Friedrich Oeser 1717-1799. Beiträge des 3. Internationalen Wolkenburger Symposiums zur Kunst vom 23. bis zum 25. Juni 2017 auf Schloss Wolkenburg. Lukas, Berlin, 2019,  (ISBN 978-3-86732-332-1).
- Von Abtnaundorf bis Wolkenburg. Adam Friedrich Oeser und die Kunst des anglo-chinoisen Gartens der Empfindsamkeit. In: Gerd-Helge Vogel (dir.), Adam Friedrich Oeser 1717-1799. Beiträge des 3. Internationalen Wolkenburger Symposiums zur Kunst vom 23. bis zum 25. Juni 2017 auf Schloss Wolkenburg. Lukas, Berlin, 2019, p. 39–114,  (ISBN 978-3-86732-332-1).
- Cathai und Nippon im Garten oder auf der Suche nach Glück. Anmerkungen zur Assoziationsästhetik chinoiser Architekturen in der sächsischen und thüringischen Gartenkunst des 18. Jahrhunderts. Donatus-Verlag, Niederjahna, 2019,  (ISBN 978-3-946710-31-8).
- Die Sichtbarmachung des Unsichtbaren: Ästhetische Konventionen in Rekonstruktionsmodellen. In: Piotr Kuroczy´nski, Mieke Pfarr-Harfst, Sander Münster (dir.), Der Modelle Tugend 2.0. Digitale 3 D-Rekonstruktion als virtueller Raum der architektonischen Forschung. arthistoricum.net. Universitätsbibliothek Heidelberg 2019, p. 98–122.
- "Eine gedankenreiche Predigt" in Bildern "mystischer Farbenglut einer selbstleuchtenden Wand": Carl Gottfried Pfannschmidts Entwürfe zu den Glasfenstern von St. Nikolai in Berlin. In: Joachim Schneider, Steffi Maass (dir.), Diener der Schönheit. Carl Gottfried Pfannschmidt (1819-1887). Eine Werkschau zum 200. Geburtstag. Mühlhäuser Museen. Forschungen und Studien, Volume 5, Mühlhausen, 2019, p. 46–68.
- Ernst Moritz Arndt (1769-1860). Bilder aus seinem Leben und seiner vorpommerschen Heimat während der Franzosenzeit. Ludwig, Kiel, 2020,  (ISBN 978-3-86935-394-4).
- Botaniker, Künstler und Modelle des Wissens. Botanische Illustrationen in Vergangenheit und Gegenwart. Donatus-Verlag, Niederjahna, 2020,  (ISBN 978-3-946710-35-6).
- Friedrich August Krubsacius 1718–1789. Der sächsische Hof- und Oberlandbaumeister und seine Beziehungen ins Zwickauer Muldenland. Lukas, Berlin, 2021,  (ISBN 978-3-86732-386-4).
- "Der stillen Naturfreude" Otto Carl Friedrich Fürst von Schönburg-Waldenburg und der Grünfelder Park (de) in Waldenburg. Donatus-Verlag, Niederjahna, 2022,  (ISBN 978-3-946710-47-9).